# Утіда Кадзуо
Утіда Кадзуо (яп. 内田一夫, нар. 18 квітня 1962, Сідзуока) — японський футбольний тренер. З 2017 року тренує команду китайського «Сучжоу Дуну».

## Тренерська кар'єра
2004 року входив до тренерського штабу юнацької збірної Японії.
Самостійну тренерську кар'єру розпочав 2010 року у клубі «Ванфоре Кофу», а наступний рік тренував збірну Гуаму.
2012 року повернувся на батьківщину, увійшовши до тренерського штабу команди «Сімідзу С-Палс». Частину 2015 року був головним тренером другої команди цього клубу.
З 2016 року працює в Киитаї — спочатку очолював тренерський штаб «Іньчуань Хеланшань», а за рік став головним тренером «Сучжоу Дуну».